# CCL7

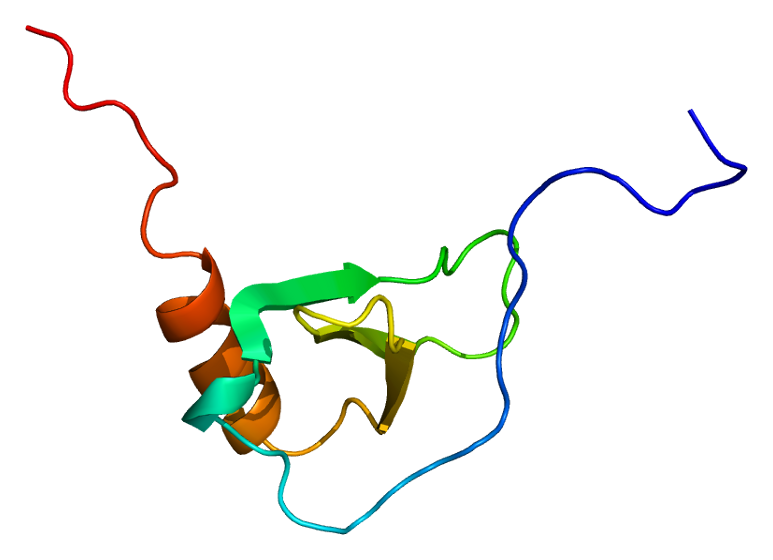
molekulová struktura

Chemokinový (motiv C-C) ligand 7(CCL7) nebo také monocytární chemotaktický protein 3 (MCP3) je malý protein, patřící do rodiny CC chemokinů. V lidském genomu je kódován genem CCL7 a leží stejně jako ostatní geny pro chemokiny na chromozomu 17q11.2-q12. Gen CCL7 dostal lokusový symbol SCYA7.

## Funkce
CC7 působí především jako chemoatraktant pro několik leukocytů, včetně monocytů, eosinofilů, bazofilů, dendritických buněk (DC), neutrofilů, NK buněk a aktivovaných T lymfocytů. CCL7 exprimují stromální buňky, keratinocyty, buňky hladkého svalstva dýchacích cest, parenchymální buňky, fibroblasty a leukocyty, ale také nádorové buňky. CCL7 rekrutuje leukocyty do infikovaných tkání za účelem zprostředkování imunitní odpovědi a také ovlivňuje diapedézu. Pozitivní účinek CCL7 je pozorován hlavně v mobilizaci monocytů z kostní dřeně skrze krevní oběh do míst zánětu. CCL7 může také vyvolat migraci neutrofilů do zánětlivého místa zvýšením intracelulárního toku Ca2+, což je typičtější pro členy rodiny CXC chemokinů.
Rychlost imunitních odpovědí se liší v závislosti na typu buněk. V epiteliálních buňkách, fibroblastech a endoteliálních buňkách je reakce okamžitá po stimulaci prozánětlivými cytokiny, jako jsou IL-1β a TNFα. U T lymfocytů dochází k expresi CCL7 po 3–5 dnech po stimulaci.
CCL7 působí na imunitních buňky prostřednictvím vazby na řadu receptorů, včetně CCR1, CCR2, CCR3, CCR5 a CCR10. CCL7 také interaguje s glykosaminoglykany (GAG) přítomnými na buněčném povrchu všech zvířat.

## Význam
Vzhledem ke své funkci je CCL7 zapojen v antibakteriálních, antivirových i antifungálních imunitních reakcích. Atrakcí monocytů a dendritických buněk produkujících TNF / iNOS (TipDC) se podílí na eliminaci infekce Listeria monocytogenes.
Dále byla role CCL7 pozorována také u myší infikovaných virem západního Nilu. Geneticky deficientní myši v CCL7 vykazovaly vyšší úmrtnost, kvůli poklesu monocytů a neutrofilů. Včasná indukce CCL7 přes signalizaci TLR9 podporuje rozvoj silné imunity vůči kryptokokovým infekcím.